# 마스지드 아궁 데막

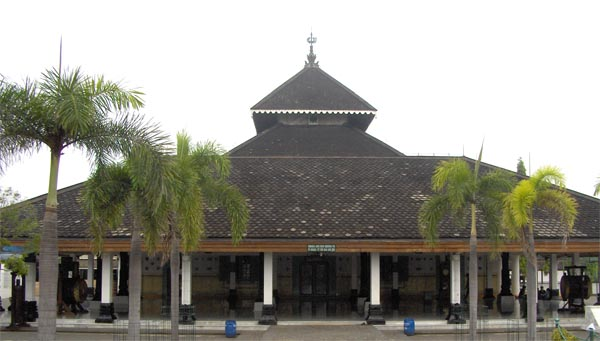
마스지드 아궁 데막

마스지드 아궁 데막(인도네시아어: Masjid Agung Demak)은 인도네시아 중앙자와주 데막에 소재한 모스크이다. 인도네시아에서 가장 오래된 사원 중 하나다. 이 모스크는 15세기 최초의 데막 술탄국 통치자인 라덴 파타 시대에 가장 유명한 인물인 수난 칼리자가와 함께 왈리 송고 ("9명의 이슬람 성인")에 의해 건축된 것으로 추정된다.